# Rate-Taui
Rate-Taui foi uma antiga divindade solar egípcia, o aspecto feminino de Rá. O nome dela é simplesmente a forma feminina do nome de Rá; o nome mais longo Rate-Taui significa "Rate das Duas Terras" (Alto Egito e Baixo Egito).

## Nome e origem
Menções da Rate ocorrem já na 5.ª dinastia. Como o nome dela é simplesmente a forma feminina de Rá, é evidente que não existia independentemente dele. Não está claro quando a forma completa de seu nome, Rate-Taui, foi usada pela primeira vez. Mais tarde, foi referida como "senhora do céu, senhora dos deuses", espelhando os títulos de Rá.

## Culto
Rate também era considerada esposa de Montu e formou uma tríade com ele e Harpócrates em Medamude. Seu dia de festa era no quarto mês da época da colheita. Os centros de seu culto estavam em Medamude, Tode e Tebas. Um manual demótico do período romano com hinos a Rate sobreviveu em fragmentos. Ela nunca alcançou a importância de Hator, que até então também era considerada a esposa de Rá (ou, em outros mitos, sua filha).

## Iconografia
Imagens de Rate são raras. Quando é retratada, é mostrada como uma mulher com chifres de vaca segurando um disco solar na cabeça, semelhante ao cocar de Hator. O cocar é adornado com um ureu, ou às vezes com penas.